# Kholodnaïa
La Kholodnaïa (en russe : Холодная) est une rivière de Russie qui coule en république autonome de Bouriatie en Sibérie orientale. C'est un tributaire du lac Baïkal en rive nord, donc un sous-affluent de l'Ienisseï par l'Angara.

## Géographie
Le bassin versant de la Kholodnaïa a une superficie de 1 050 km2 (surface de taille comparable à celle du département français du Val-d'Oise, ou encore à celle de la province de Brabant wallon en Belgique). Son débit moyen à l'embouchure est de 21,0 m3/s.  
La rivière prend naissance dans les monts de l'Angara supérieure, qui représentent l'extrémité occidentale des monts Stanovoï. La rivière se dirige d'abord globalement vers le sud, et débouche ainsi dans la large vallée de l'Angara supérieure, dépression tectonique constituant le prolongement nord-est de la dépression du lac Baïkal. Dans son cours inférieur, elle adopte la direction du sud-ouest, et débouche ainsi dans le lac Baïkal, cinq kilomètres à l'est de la ville de Nijneangarsk.

## Hydrométrie - Les débits mensuels à Kholodnaïa
La Kholodnaïa est un cours d'eau très abondant. Le débit de la rivière a été observé pendant 33 ans (durant la période 1955-1997) à Kholodnaïa, petite localité située à 6 km en amont de son embouchure dans le lac Baïkal, à une altitude de 487 mètres. 
Le débit inter annuel moyen ou module observé à Kholodnaïa durant cette période était de 21,0 m3/s pour une surface étudiée de 1 050 km2, soit la quasi-totalité du bassin versant de la rivière. La lame d'eau écoulée dans ce bassin versant se monte ainsi à 630 millimètres par an, ce qui doit être considéré comme très élevé surtout dans le contexte sibérien.
Rivière alimentée en partie par la fonte des neiges, mais aussi par les pluies estivales, la Kholodnaïa est un cours d'eau de régime nivo-pluvial. 
Les hautes eaux se déroulent au printemps, au mois de juin surtout, ce qui correspond au dégel et à la fonte des neiges de son bassin. Dès le mois de juillet, le débit chute fortement, puis il se stabilise et, tout en baissant chaque mois, reste assez soutenu jusqu'à la fin de l'été. Au mois d'octobre puis de novembre, le débit de la rivière s'effondre, ce qui mène à la période des basses eaux. Celle-ci a lieu de novembre à avril et correspond à l'hiver sibérien particulièrement long et rigoureux dans cette zone de haute montagne. 
Le débit moyen mensuel observé en mars (minimum d'étiage) est de 1,59 m3/s, soit 1,5 % du débit moyen du mois de juin, maximum de l'année (105 m3/s), ce qui montre l'amplitude très importante des variations saisonnières. Sur la durée d'observation de 33 ans, le débit mensuel minimal a été de 0,81 m3/s en mars 1982, tandis que le débit mensuel maximal s'élevait à 178 m3/s en juin 1980. 
En considérant la seule période estivale, libre de glaces (de juin à septembre inclus), le débit mensuel minimal observé a été de 11,8 m3/s en septembre 1989, ce qui restait fort appréciable. Un débit mensuel estival inférieur de 10 à 11 m3/s est très peu probable.  